# Кавенка
Кавенка — река в России, протекает в Вяземском районе Смоленской области. Левый приток реки Жижалы.

## География
Река Кавенка берёт начало восточнее села Туманово. Течёт на юг, пересекает федеральную автодорогу М1 «Беларусь». На реке расположены деревни Егорье, Песочня, Успенское, Ново-Никольское и Криково. Устье реки находится в 51 км по левому берегу реки Жижалы. Длина реки — 20 км.

## Данные водного реестра
По данным государственного водного реестра России относится к Окскому бассейновому округу, водохозяйственный участок реки — Угра от истока и до устья, речной подбассейн реки — Бассейны притоков Оки до впадения Мокши. Речной бассейн реки — Ока.
Код объекта в государственном водном реестре — 09010100412110000020927.